# Verraco de las Cogotas
El verraco de las Cogotas es una escultura de piedra con forma de animal (concretamente un verraco, o cerdo reproductor) que procede del Castro de Las Cogotas en Cardeñosa, en la provincia de Ávila, en España. Hoy se encuentra instalado en una plaza junto a la murallas en Ávila ciudad.

## Descripción
Su estado de conservación es excelente, teniendo representados la práctica totalidad de los atributos considerados. En la cabeza se aprecian con claridad la frente, los carrillos, los colmillos y las orejas, estando la derecha muy bien marcada, mientras que la izquierda está erosionada. Los dos taladros que representan los ojos, así como la línea incisa de la boca son de factura posterior. Conserva el espinazo, aunque el dorso se encuentra muy deteriorado, con dos cazoletas de 3 cm de profundidad y dos concavidades, una de ellas a la altura del cuello y la otra a la altura de la grupa. En la cara superior destaca el rabo enroscado y en la cara posterior los testículos (22 x 13 cm). También se ha representado el pene en la cara inferior. En las extremidades inferiores están marcados los antebrazos y las pezuñas, y en las posteriores los jamones. Los corvejones, uno de ellos, el derecho, está deteriorado, y las pezuñas. El pedestal es semiligero de dos soportes.
Estas esculturas son siempre animales en pie, pero en reposo. En época más tardía, ya en plena romanización, cuando hacía quizás varios siglos que estaban abandonados y destruidos algunos de los castros vetones en que se encontraban, aparecen directamente relacionados con el mundo funerario o son utilizados como urnas cinerarias.[cita requerida]

### Dimensiones
176 x 127 x 67 cm.